# Карсон, Кит
Кристофер Хьюстон (Кит) Карсон (англ. Christopher Houston "Kit" Carson; 24 декабря 1809 — 23 мая 1868) — американский генерал, участник эпопеи фронтира и Индейских войн.

## Биография

### Ранние годы
Кристофер Хьюстон Карсон родился в округе Мадисон штата Кентукки, недалеко от современного города Ричмонд. Линдси Карсон, его отец, был фермером ирландскошотландского происхождения, участником войны за независимость США и войны 1812 года. Кристофер был одиннадцатым ребёнком в семье Линдси Карсона и Ребекки Робинсон. С раннего детства в семье все его звали Кит.
Вскоре после его рождения семья переехала на запад, в Миссури. После переезда в Миссури семья Карсонов приобрела участок земли, принадлежащий сыновьям Даниэля Буна. Когда Киту исполнилось 8 лет, в результате несчастного случая погиб его отец. После смерти отца он был вынужден бросить учёбу, чтобы помогать своей семье на ферме. Кит также много времени уделял охоте.
В возрасте 14 лет он отправляется во Франклин, небольшой посёлок в Миссури. Через Франклин проходила знаменитая Тропа Санта-Фе, по которой путешествовали многие переселенцы на Запад США, торговцы мехами, охотники и трапперы. Наслушавшись рассказов о Диком Западе, Карсон решает покинуть Миссури и отправиться с караваном торговцев в Санта-Фе.

### В Скалистых горах

#### Дуэль с Шуинаром
В возрасте 25 лет летом 1835 года Карсон прибыл на рандеву трапперов, которое проходило на западе Вайоминга в районе Грин-Ривера. На ярмарке маунтинменов он познакомился с молодой индианкой из племени арапахо, которую звали Поющая Трава. Арапахо разбили свой лагерь неподалёку от места проведения рандеву. Среди тех, кто обратил внимание на Поющую Траву, был франкоканадский охотник Жозеф Шуинар. Когда индианка выбрала в мужья себе Карсона, Шуинар бросил ему вызов. По другой версии, франкоканадец, сев на лошадь с заряженным ружьём, стал вызывать на дуэль любого охотника, и Карсон принял вызов.
Он вскочил на коня и с заряженным пистолетом бросился на прямое столкновение. Оба охотника выстрелили практически одновременно. Пуля Карсона попала в руку Шуинара. Пуля франкоканадца пролетела рядом с головой Карсона. Возможно, американца спасло то, что перед выстрелом лошадь Шуинара уклонилась в сторону.
Дуэль с Шуинаром сделала Карсона известным среди маунтинменов, её свидетелями были около 200 белых охотников и 2000 индейцев, большинство из которых были восточными шошонами.

#### Окончание трапперства
Сам Карсон называл годы, проведённые среди других маунтинменов в Скалистых горах, как «счастливейшие дни в моей жизни». Поющая Трава стала его женой и сопровождала Карсона повсюду. Он работал с Компанией Гудзонова залива, а также с известным маунтинменом Джимом Бриджером в районе рек Йеллоустон, Паудер и Бигхорн. Он ставил ловушки на бобров на территории современных американских штатов Вайоминг, Колорадо, Айдахо и Монтана.
В 1837 году у Карсона родилась дочь, которую он назвал Аделиной. Поющая Трава умерла вскоре после рождения второй дочери примерно между 1838—1840 годами. К этому времени падает спрос на бобровые шкурки, кроме того их промысел становится затруднительным из-за сокращения популяции бобра.
В 1840 году Карсон присутствовал на последнем рандеву трапперов. Он берёт в жёны женщину из племени шайеннов, но через некоторое время она покинула его и присоединилась к соплеменникам. В 1842 году он знакомится с Хосефой Харамильо, четырнадцатилетней девушкой из Таоса, которая принадлежала к известной в городе семье. Ради неё Карсон был крещён в католической церкви Таоса — и 6 февраля 1843 года женился на Хосефе.

### Индейские войны
Во время Гражданской войны Карсон участвовал в партизанских операциях против индейцев Нью-Мексико.

### Последние годы жизни
После окончания Гражданской войны Карсону присваивают внеочередное звание генерала и назначают командовать фортом Гарленд на юге Колорадо, в долине Сан-Луис, в самом центре резервации ютов. Правительство поручает ему мирные переговоры с индейцами. В конце 1867 года он лично сопровождал четырёх вождей ютов в Вашингтон на встречу с президентом США, чтобы американское правительство выделило дополнительную помощь индейцам Колорадо.
Вскоре после его возвращения, во время родов умерла его жена Хосефа. Кит Карсон скончался месяц спустя, в возрасте 58 лет 23 мая 1868 года. Причиной его смерти стала аневризма брюшной аорты. Карсон был похоронен в Таосе, Нью-Мексико, рядом со своей женой.